# Фурив, Иван Иванович
Иван Иванович Фурив (9 февраля 1936, село Грабовец, Польша, теперь Стрыйского района Львовской области — 29 ноября 2003, город Луцк Волынской области) — украинский советский деятель, секретарь Волынского обкома КПУ, 1-й секретарь Луцкого горкома КПУ, председатель Луцкого горисполкома.

## Биография
Родился в крестьянской семье. Получив среднее образование, учился в Львовском политехническом институте.
После окончания факультета нефтяной и газовой промышленности политехнического института в 1959 году прибыл на работу в Волынскую область, где работал главным инженером Луцкой межобластной конторы сжиженного газа, а затем — начальником конторы газового хозяйства «Луцкгаз». Член КПСС.
В 1964 — марте 1965 г. — начальник Волынского областного жилищного управления облкоммунхоза.
В марте 1965 — июне 1975 г. — председатель исполнительного комитета Луцкого городского совета депутатов трудящихся Волынской области.
В 1975—1978 годах — 1-й секретарь Луцкого городского комитета КПУ Волынской области. Окончил Академию общественных наук при ЦК КПСС в Москве.
В 1981—1988 годах — председатель Волынского областного совета профессиональных союзов.
В декабре 1987—1990 годах — секретарь Волынского областного комитета КПУ.
С апреля 1990 года — заместитель председателя исполнительного комитета Волынского областного совета народных депутатов.
Затем — начальник Волынского областного управления по делам защиты населения от последствий аварии на ЧАЭС.

## Награды
- орден Трудового Красного Знамени
- орден Октябрьской Революции
- орден «Знак Почета»
- медаль «За доблестный труд. В ознаменование 100-летия со дня рождения Владимира Ильича Ленина»
- медали
- Почётная грамота Президиума Верховного Совета Украинской ССР